# Manota bilobata
Manota bilobata är en tvåvingeart som beskrevs av Papp 2004. Manota bilobata ingår i släktet Manota och familjen svampmyggor.
Artens utbredningsområde är Taiwan. Inga underarter finns listade i Catalogue of Life.